# Summer Music Festival
Summer Music Festival – cykl koncertów organizowanych w Wieliczce od 2007 roku przez Polskie Towarzystwo Straussowskie i Muzeum Żup Krakowskich Wieliczka. Sceny festiwalowe rozlokowane są w najbardziej reprezentacyjnych częściach miasta m.in. na zamkowym dziedzińcu, na placu przed Pałacem Konopków w podziemiach kopalni soli, a także w innych ciekawych miejscach miasta. Program jest tak zróżnicowany, by spełnić oczekiwania melomanów oraz publiczności mającej sporadyczny kontakt z muzyką poważną. Podczas Festiwalu odbywają się koncerty muzyki poważnej, w tym instrumentalnej, wokalnej, operowej; operetkowej, musicalowej, piosenki aktorskiej.
Stałym punktem programu są występy orkiestry Straussowskiej OBLIGATO pod kierownictwem Jerzego Sobeńki.